# 五姑春
五姑春是河北出产的一种白酒，源于1970年成立的中捷农场，是一种以当地所产的红高粱、玉米、小麦为主料酿制成的浓香型白酒。此酒原称渤海牌五粮佳酿，后更名为五姑春。